# Mablung
Mablung är en fiktiv person i J.R.R. Tolkiens berättelser om Midgård. Mablung var en sindaralv som tjänade i konung Thingols armé i Doriath. Tillsammans med Beleg var han en av de mäktigaste kaptenerna bland sindaralverna, och han med i jakten på den fruktansvärda vargen tillsammans med Beren, som gifte sig med Lúthien.
Mablung blev kapten över väktarna av Doriath efter att Beleg lämnat för att söka efter Túrin. När Morwen Eledhwen, som bodde i Doriath under den tiden, fick veta om Nargothronds fall och att hennes son Túrin kanske befann sig där önskade hon att söka efter honom. Mablung fick i uppdrag av Thingol att vakta henne under hennes väg. Både Mablung och Morwen var ovetandes om att Morwens dotter, Nienor, färdades med dem. Mablung misslyckades med att hindra att båda tillfångatogs i Glaurungs fällor. Mablung gömde sig för Glaurung och sedan for till det plundrade Nargothrond men fann inget tecken på Túrin. När Glaurung återvände hånade han honom och informerade om att han nu hade förlorat både Morwen och Nienor.
Mablung hittade dock Nienor igen men han kom återigen att förlora henne när Glaurung gjorde så att hennes minne försvann och hon flydde från Mablund under en orcherattack. Den besegrade Mablung återvände till Doriath, men han kom att söka efter både Morwen och Nienor under många år.
Mablung kom att fara till Brethil när han fick veta att Glaurung befann sig där och där mötte han Túrin. När han erkände att Nienor var förlorad blev Túrin varse om att hans hustru Níniel i själva verkat var hans syster Nienor och Túrin begick självmord.
Mablung blev dödad under plundringen av Doriath då han föll under dvärgarna från Nogrod.
Hans namn betyder "hård hand". Det var troligen inte hans riktiga namn utan en epessë (hederstitel), hans riktiga namn är inte känt.
Mablung är även namnet på en av Faramirs soldater i De två tornen och Konungens återkomst i Ringarnas herre.